# Elżbieta Domańska
Elżbieta Domańska (ur. 1934, zm. 6 maja 2021) – polska prof. dr hab. nauk ekonomicznych.

## Życiorys
Studiowała w Szkole Głównej Planowania i Statystyki. W 1991 r. uzyskała tytuł profesora nauk ekonomicznych.
Pracowała w Katedrze Teorii Systemów Ekonomicznych, Kolegium Ekonomiczno-Społecznym Szkole Głównej Handlowej w Warszawie, Wyższej Szkole Ekonomicznej i Informatycznej, oraz w OLYMPUS Szkole Wyższej im. prof. R. Kudlińskiego w Warszawie.
Była członkiem Komitetu Nauk Ekonomicznych PAN oraz Centralnej Komisji do Spraw Stopni i Tytułów.